# 韩文臣
韩文臣（1957年—），河北唐山人，汉族，中华人民共和国政治人物、第十二届全国人民代表大会河北地区代表。
毕业于河北省委党校，加入中国共产党。2013年，被选为全国人大代表。